# Sculpture in the Parklands

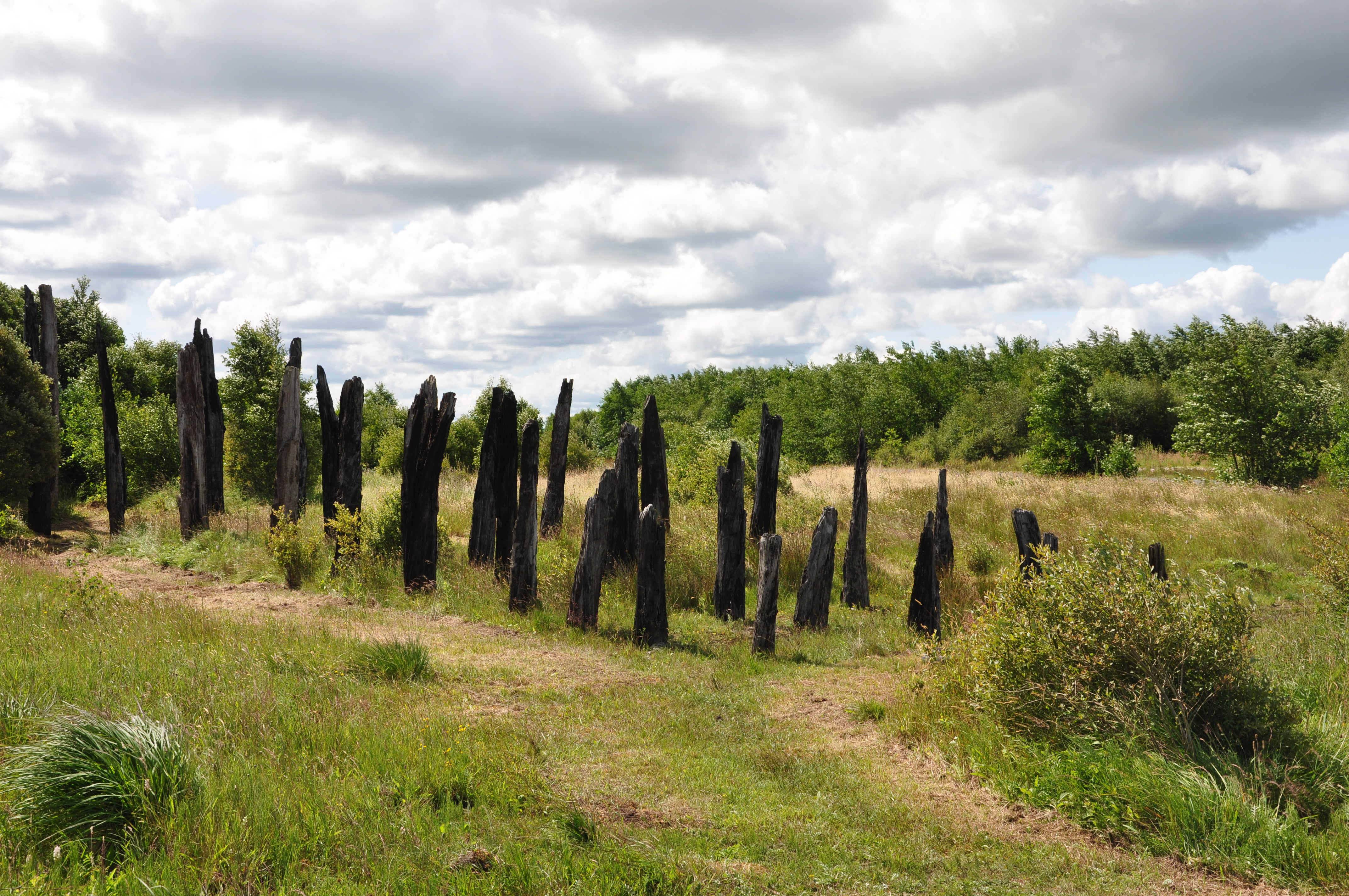
Bog Wood Road van Johan Sietzema

Sculpture in the Parklands is een beeldenpark in County Offaly, Ierland.

## Geschiedenis
De eerste kunstwerken zijn ontstaan tijdens het Lough Boora International Sculpture Symposium van 2002, waaraan acht Ierse en internationale land art-kunstenaars deelnamen. Elk jaar wordt de collectie uitgebreid met een of meerdere werken van een artist in residence.
Sculpture in the Parklands (ruim 20 hectare) is een van de vijf attracties van het 2000 hectare grote Lough Boora Parklands, een moeraslandschap in het hart van Ierland. De andere toeristische bestemmingen zijn: Finnamore Lakes, Turraun Wetlands, Mesolithic Site en Cloghan Wetlands.

## Deelnemende kunstenaars
1. Boora Pyramid (2002) van Eileen MacDonagh (Ierland)
2. Raised Line (2002) van Maurice MacDonagh (Ierland)
3. Raised Circle (2002) van Maurice MacDonagh
4. A Tree in a Sculpture (2002) van Naomi Seki (Japan)
5. Boora Stacks (2002) van Naomi Seki
6. Sky-train (2002) van Mike Bulfin (Ierland)
7. 60 Degrees (2002) van Kevin O'Dwyer (Ierland)
8. Lough Boora Triangle (2002) van Jorn Ronnau (Denemarken)
9. Happiness (2005) van Marianne Jorgensen (Denemarken)
10. Bog Wood Road (2005) van Johan Sietzema (Nederland)
11. Cycles (2006) van Caroline Madden (Verenigde Staten)
12. Boora Convergence (2006) van Dave Kinane (Ierland)
13. Sky + Earth (2008) van Martina Galvin (Ierland)
14. Ruaile Buaile (2008) van Patrick Dougherty (Ierland)
15. System No. 30 (2009) van Julian Wild (Engeland)
16. Passage (2009) van Alan Couniham (Ierland)
17. Tippler Bridge (2009) van Kevin O'Dwyer
18. Bogwood Tower - From Earth to Sky (2010) van Alfio Bonanno (Australië/Denemarken)

## Fotogalerij

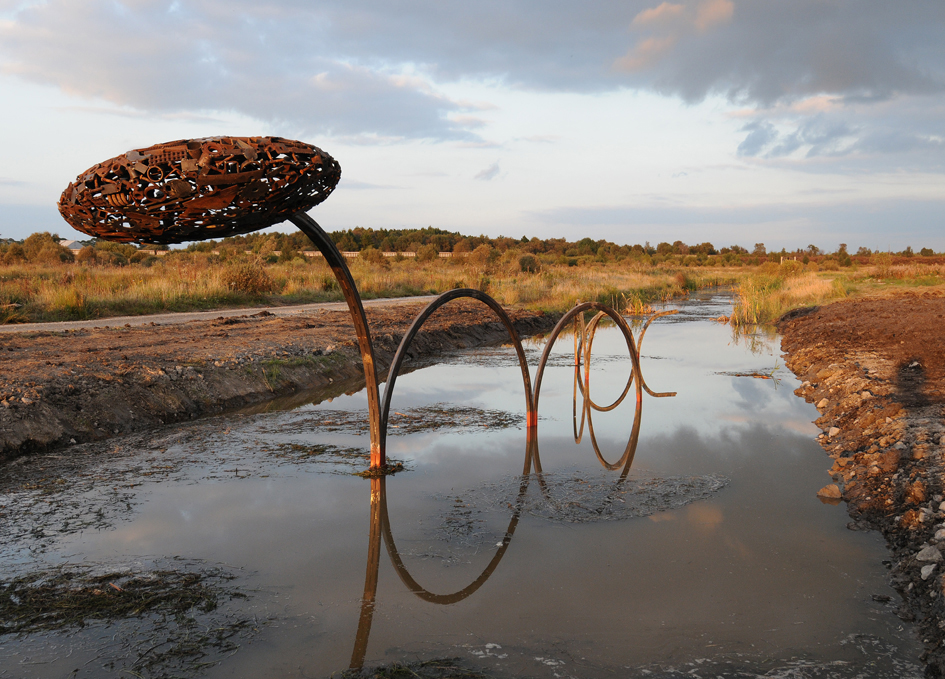
System no. 30 van Julian Wild
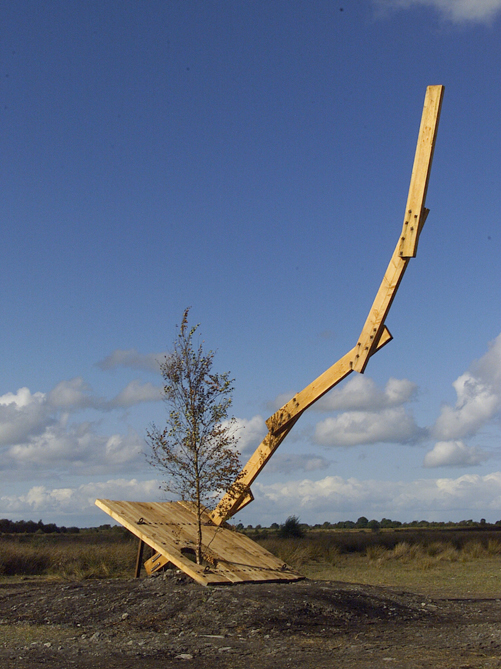
A Tree in a Sculpture van Naomi Seki
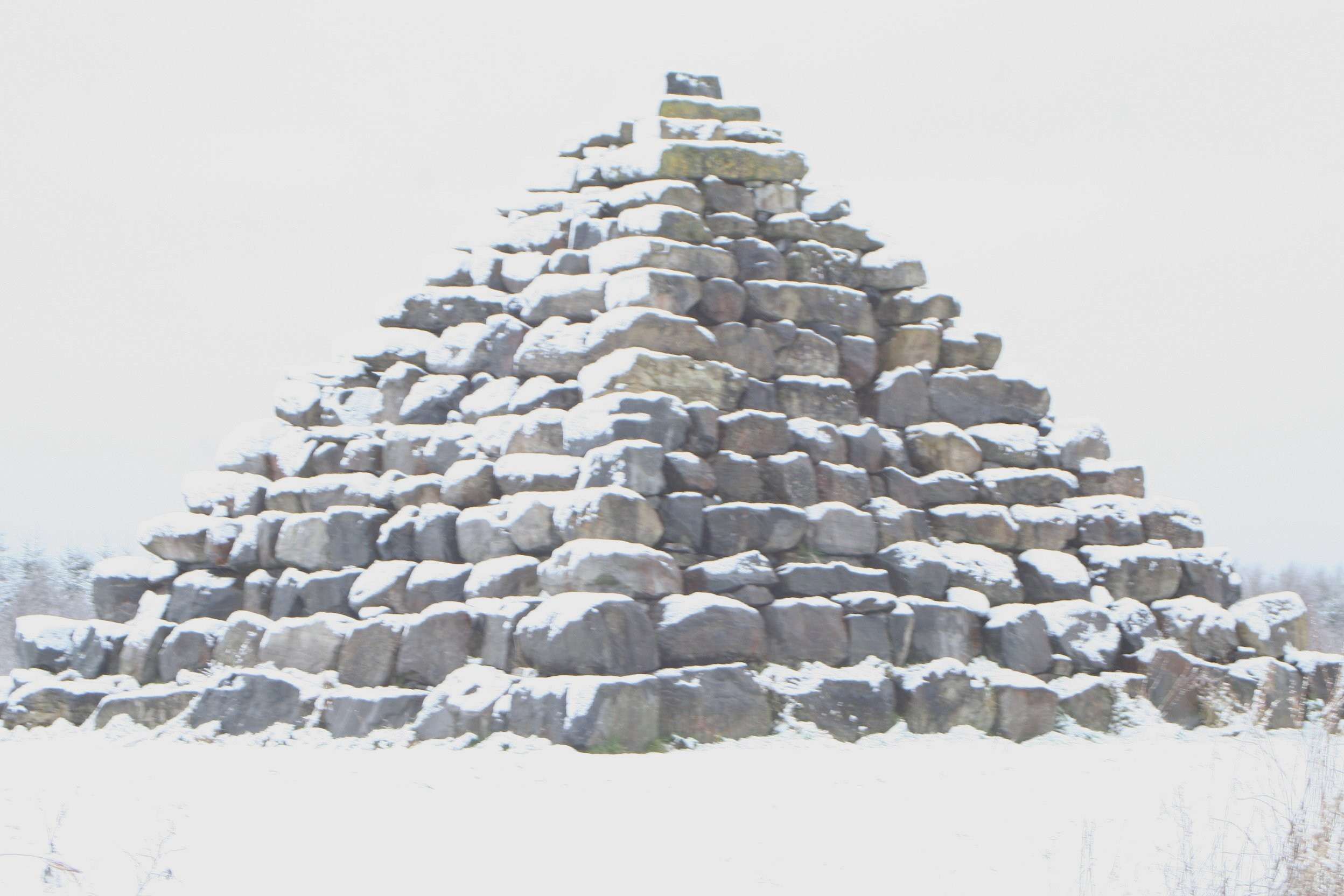
Boora Pyramid (in de sneeuw) van Eileen MacDonagh
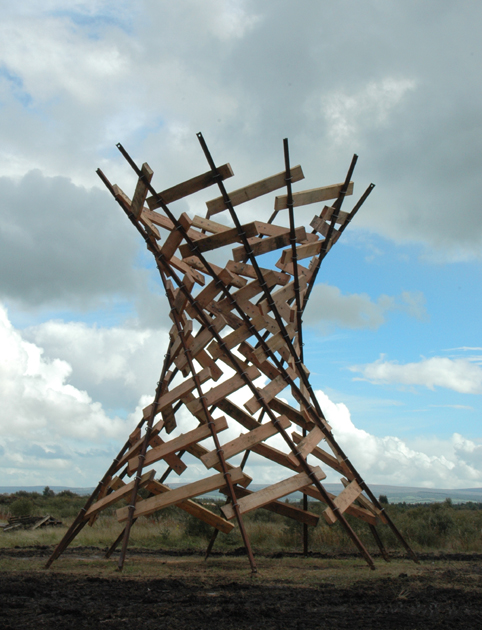
Boora Convergence van David Kinane
Passage van Alan Counihan
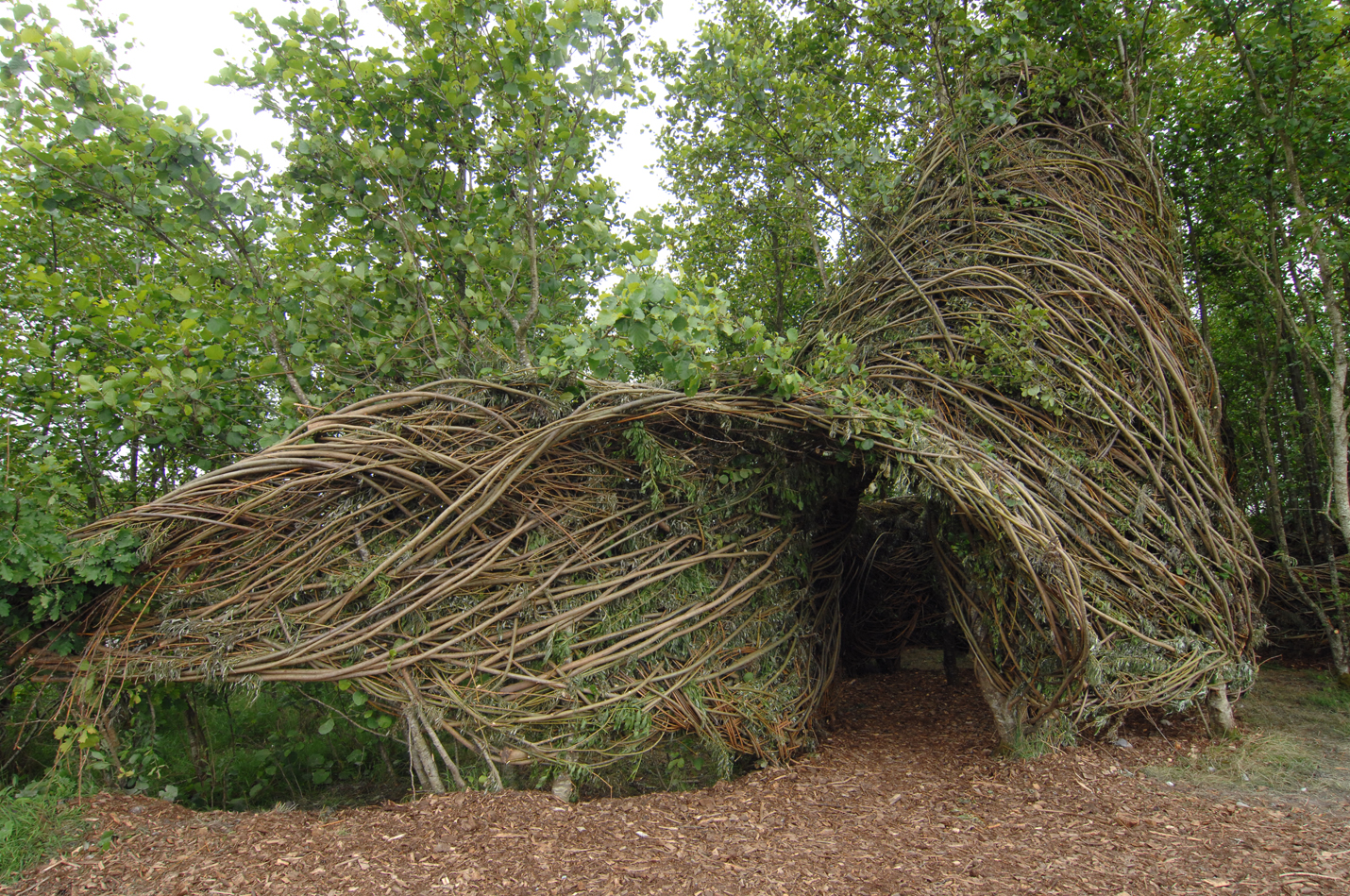
Ruaille Buaille van Patrick Dougherty
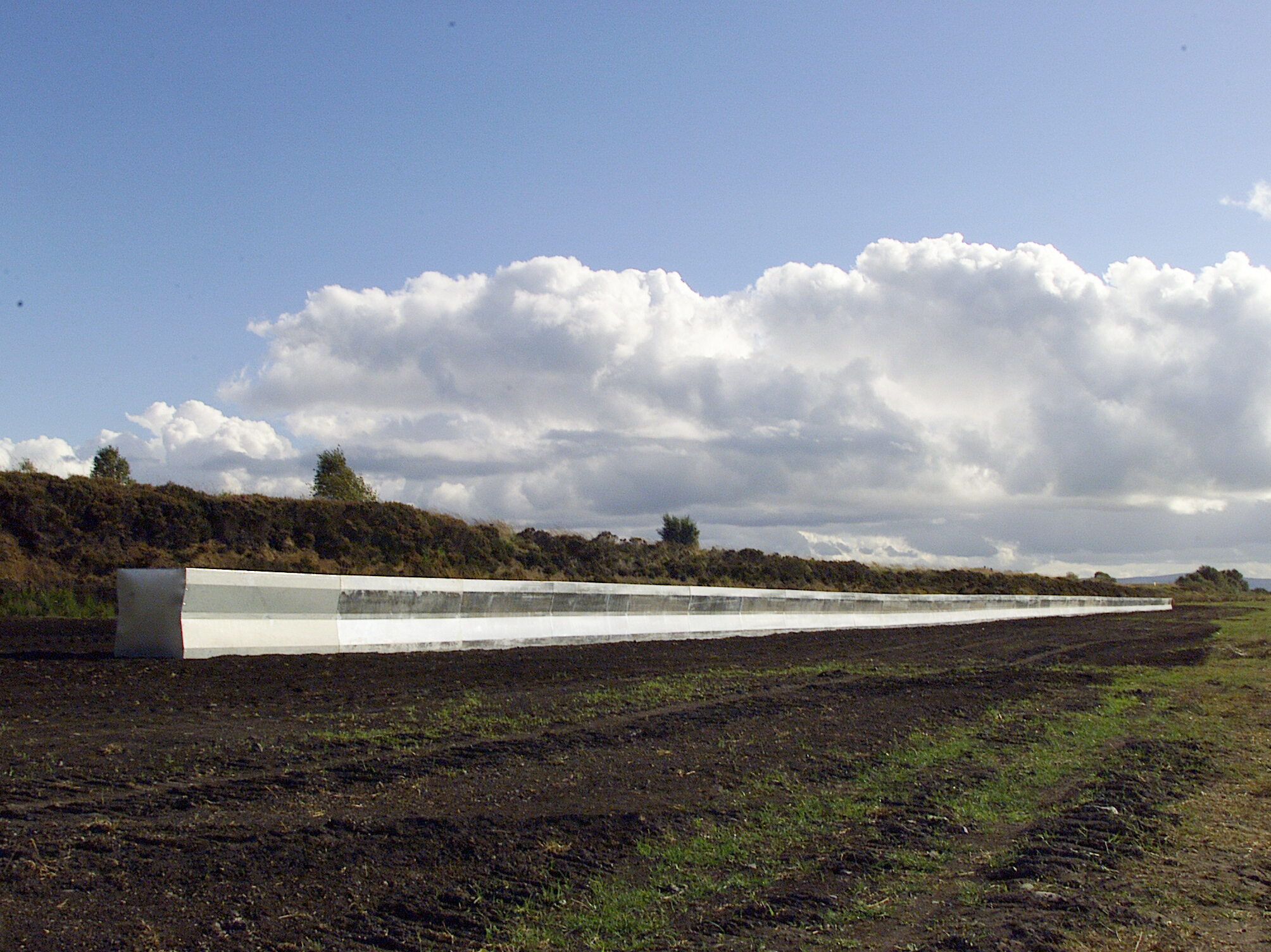
Raised Line van Maurice McDonagh
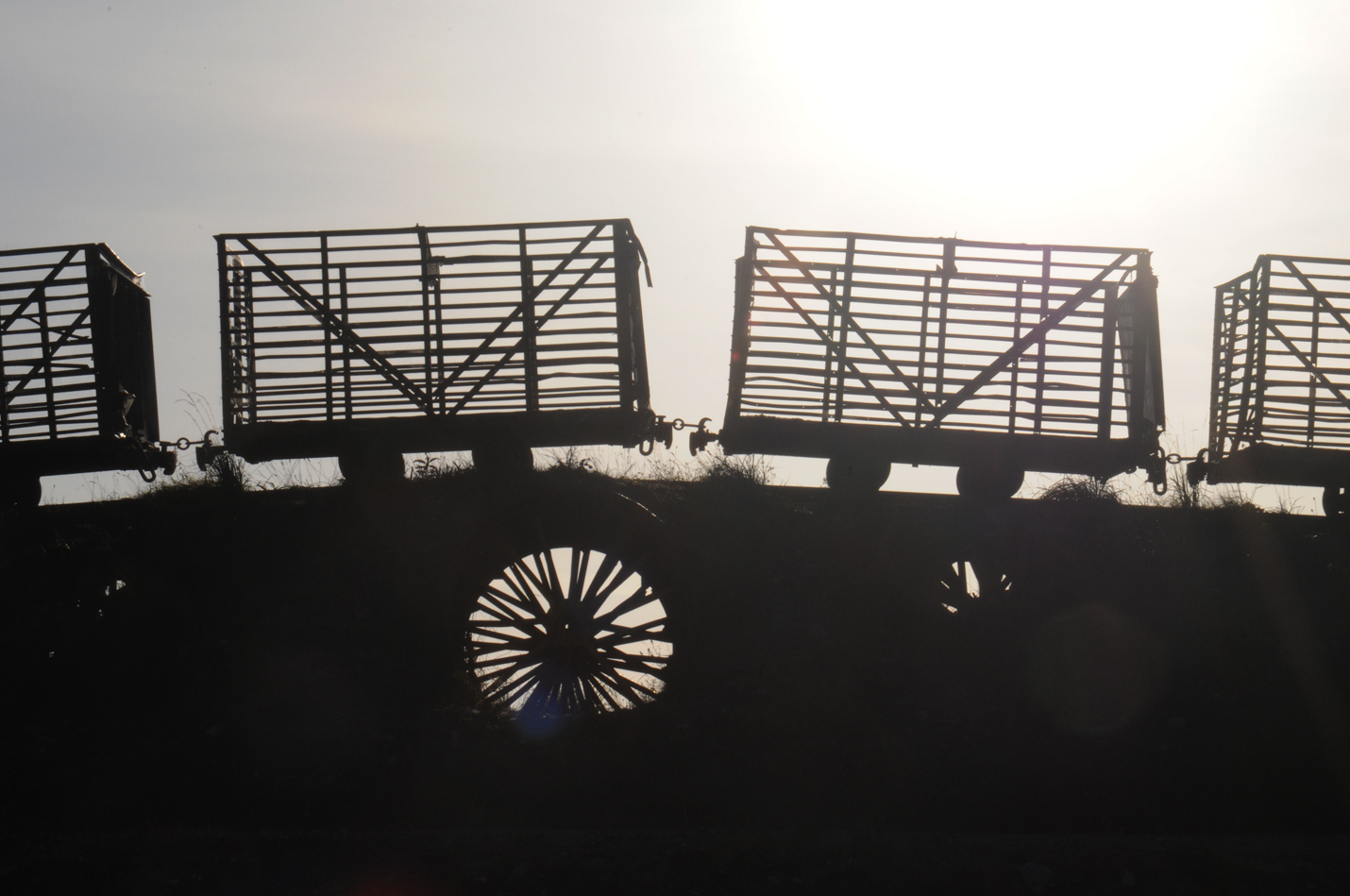
Sky Train van Mike Bulfin
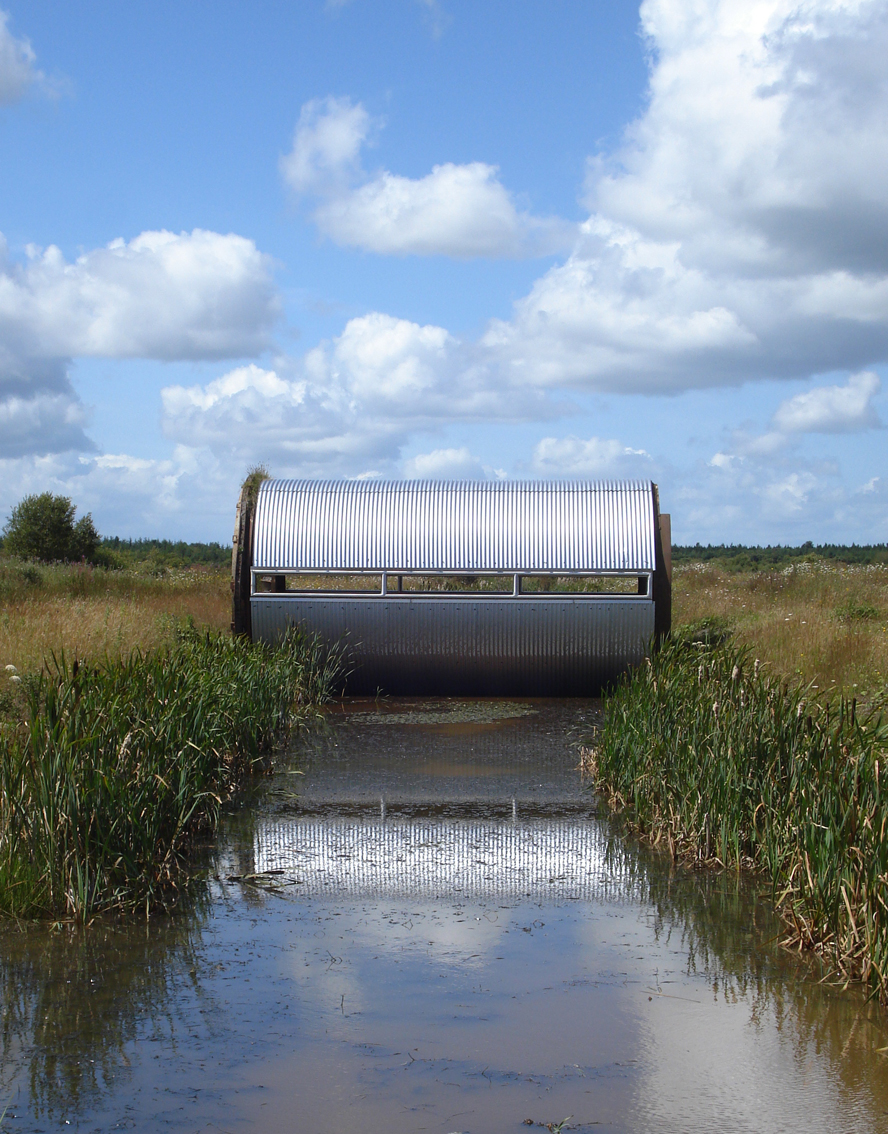
Tippler Bridge van Kevin O'Dwyer
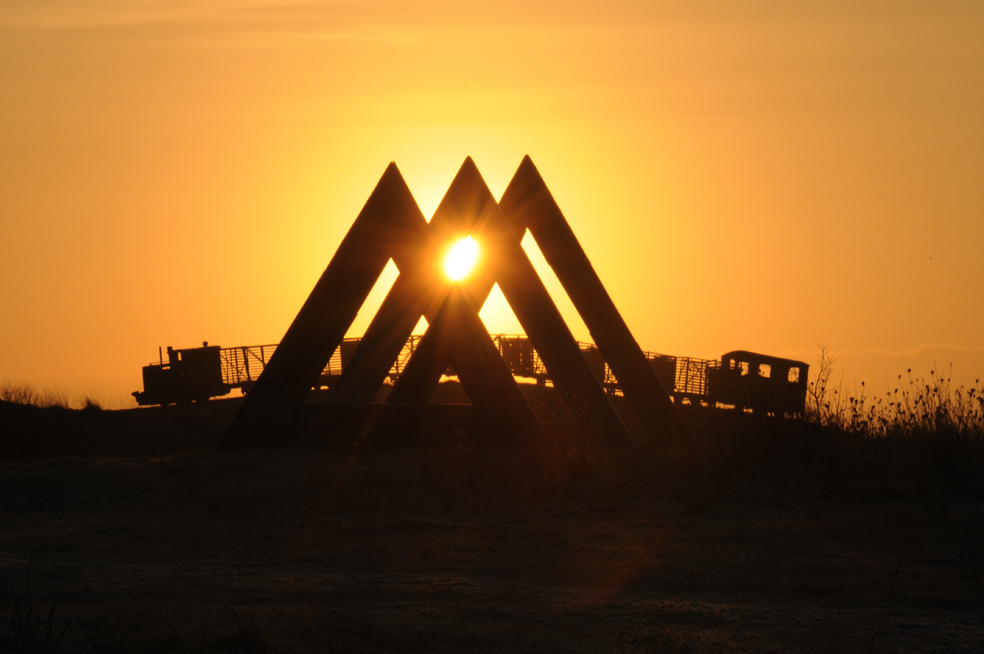
60 Degrees door Kevin O'Dwyer en Sky Train door Mike Bulfin